# Gare d'Onoenomatsu
La gare d'Onoenomatsu (尾上の松駅, Onoenomatsu-eki) est une gare ferroviaire localisée dans la ville de Kakogawa, dans la préfecture de Hyōgo au Japon. La gare est exploitée par la compagnie Sanyo Electric Railway, sur la ligne principale Sanyo Electric Railway. Le numéro de la gare est SY 30.

## Situation ferroviaire
Établie à 4 mètres d'altitude, la gare d'Onoenomatsu est située au point kilométrique (PK) 35.5 de la ligne principale Sanyo Electric Railway.

## Histoire
C'est le 19 août 1923 que la gare est inaugurée.
En 2013, la fréquentation journalière de la gare était de  1 995 personnes.
| 2010  | 2011  | 2012  | 2013  |
| 1 921 | 1 945 | 1 948 | 1 995 |

## Service des voyageurs

### Accueil
La gare est une halte sans service et sans personnel.

### Desserte
La gare d'Onoenomatsu  est une gare disposant de deux quais et de deux voies.
| N° de voie      | Ligne | Direction       |
| --------------- | ----- | --------------- |
| Côté local gare | Sanyō | Akashi - Ōsaka  |
| Côté opposé     | Sanyō | Himeji - Aboshi |

Installations et desserte
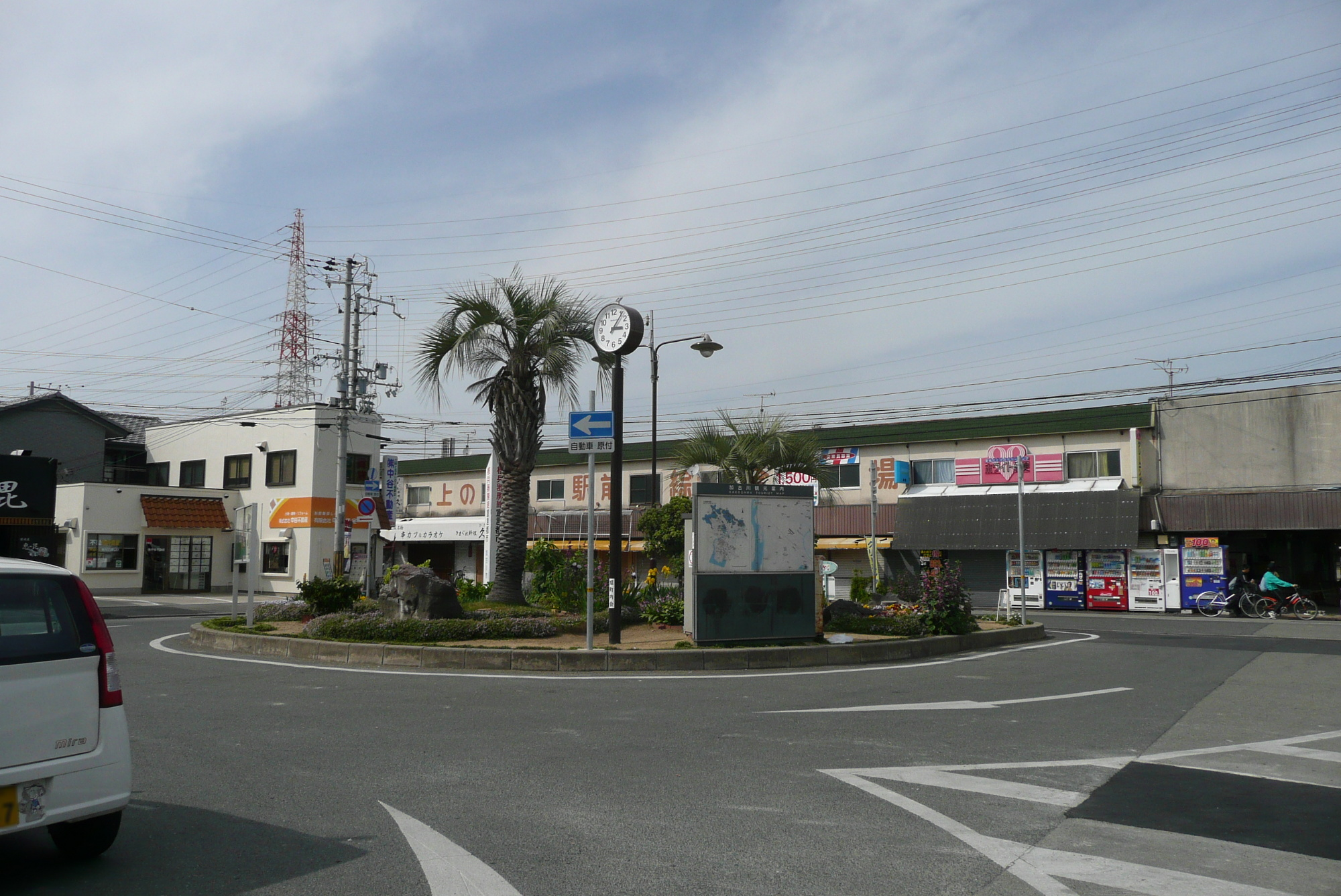
Place de la gare.

### Intermodalité

#### Bus
Des bus urbain de la ville de Kakogawa desservent la gare.

### Site d’intérêt
- Le sanctuaire shinto Onoe-jinja
- Le temple Kakurin-ji